# Carex bonariensis
Carex bonariensis är en halvgräsart som beskrevs av René Louiche Desfontaines och Jean Louis Marie Poiret. Carex bonariensis ingår i släktet starrar, och familjen halvgräs.

## Underarter
Arten delas in i följande underarter:
- C. b. bonariensis
- C. b. glabrescens